# 树懒属
樹懶屬（學名：Bradypus），生物分類學上屬於樹懶亞目下的樹懶科，也是樹懶科當中的唯一一屬，更常見的俗稱為三趾樹懶。與同為樹懶亞目下的另一屬二趾樹懶屬是近親，分布地區也相近。樹懶的移動速度極慢，最高記錄僅為时速0.15英里（約每秒0.07米） 。此屬僅有四種，全分佈在美洲地區。

## 種
- 侏三趾樹懶 Bradypus pygmaeus
- 鬃毛三趾樹懶 Bradypus torquatus
- 白喉三趾樹懶 Bradypus tridactylus
- 褐喉三趾樹懶 Bradypus variegatus